# ボレロ・カリフォルニア
『ボレロ・カリフォルニア』(BOLERO CALIFORNIA)は、1991年2月27日に発売された加藤和彦の11枚目にして最後のソロ・アルバム。14年ぶりとなるアメリカ・レコーディング作品で、安井かずみとの最後の共作アルバムとなった。

## 解説
『ボレロ・カリフォルニア』は、1990年当時のカリフォルニアをテーマにしたコンセプト・アルバムで、イーグルスの「ホテル・カリフォルニア」が発表された1970年代から本作が制作されるまでの十数年間に、カリフォルニアの住民たちに訪れた生活感の変化を音で表現したものである。制作にあたっては、オーケストラをバックにラテン音楽を基調としたサウンドを目指し、アレンジャーにニック・デ・カロ、エンジニアにアル・シュミットを迎え、打ち込みを使わずにアメリカのベテラン・スタジオ・ミュージシャンたちとロサンゼルスでワン・テイク録音された。レコーディングはキャピトル・スタジオ、マッド・ハッター・スタジオおよびマスターズ・スタジオが使用され、ミックス・ダウンはビル・シュネー・スタジオで行なわれた。のちに加藤は、白紙に戻ってアメリカでアルバムを制作したという点で『それから先のことは…』と本作をブックエンドの両端に例えている。なお、本作はCDとカセットテープでのリリースとなり、アナログ・レコードは発売されていない。
なお、ニック・デ・カロは本作発表の翌年である1992年に亡くなり、安井かずみも本作の発表後しばらくして病に倒れ1994年に死去。加藤にとって、本作が安井との最後の共作アルバムとなった。安井の死後、加藤はそれまで企画していたセルフカバー・アルバムの制作を断念し、以後ソロ・アルバムを発表することはなかった。

## アートワーク
アート・ディレクションは奥村靫正が手がけた。フロント・カバーには金子國義のイラストが使われ、歌詞ブックレットのアーティスト写真は三浦憲治による。初出CDはデジパック仕様で発売され、2009年の再発売時には紙ジャケットが採用されている。

## 収録曲
全曲作詞：安井かずみ、作曲：加藤和彦、編曲：ニック・デ・カロ
カセットテープでは#1から#5までがA面に、#6から#10までがB面に収録されている。
楽曲の時間表記は初出CDに基づく。
1. ジャスト・ア・シンフォニー - (5:21)
2. 3時にウィスキー - (5:02)
3. マラケシュへの飛行 - (4:43)
4. ジャングル・ジャングル - (3:57)
5. ほろ酔いバタフライ - (4:42)
6. ピアノ・BAR - (3:51)
7. マグノリア館 - (4:03)
8. シバの女王 - (4:22)
9. 愛のピエロ - (5:42)
10. 百合の時代 - (4:05)

## クレジット
- Producer - Kazuhiko Kato
- Music - Kazuhiko Kato
- Lyrics - Kazumi Yasui
- Arranger - Nick De Caro
- Recorded at 
  - Capitol Studios
  - Mad Hatter Studios
  - Studio Masters
  - Bill Schnee Studios
- Recording Engineer - Al Schmitt
- Mixing Engineer - Al Schmitt
- Assistant Engineers - Ken Allardyce, Larry Mah, Ray Blain, Robert Read & Wolfgang Aichholz
- Mastered - Bernie Grundeman
- Musical Contractor - Frank De Caro
- Coordinator - Hero Suzuki (Hero Associates, Inc.)
- Assistant to Hero - Haruhi Inoue
- Secretary to Kazuhiko Kato - Yoko Ryu
- Pre-Productions - Takeshi Tanaka
- Art Direction - Yukimasa Okumura
- Cover Painting - Kuniyoshi Kaneko
- Design - Mitsunobu Murakami, Kazuo Kuribayashi, THE STUDIO TOKYO JAPAN, Inc.
- Photography - Kenji Miura
- Supervisor - Yoshio Okabe
- Executive Producer - Seizo Shimokobe
- A&R Director - Yo Kumagai
- Public Relations - Masanobu Kondo
- Thanks to followings - Kei Ishizaka, Sam Ohta, Ted Mitsuda & The Legend Beverly Wilshire

### ミュージシャン
- Vocal, Acoustic Guitar - Kazuhiko Kato
- Accordion, Backing Vocal on "BUTTERFLY" - Nick De Caro
- Percussions - Alex Acuna, Efrain Toro
- Acoustic Bass - Jim Hughart
- Electric Bass - John Pena
- Acoustic Piano - Brad Cole
- Guitar - Dean Parks
- Cavaquinho - Ramón Stagnaro
- Bandoneon - CoCo
- Vibraphone - Gary Coleman
- Concert Master - Sid Page
- Trumpets - Chuck Findley, Ron King, Al Aarons & Oscar Brashear
  - Oscar Brashear Playing the Trumpet Solo on "JUNGLE JUNGLE"
- Trombones - Randy Aldcroft, Ernie Carlson
- Saxophones - Gary Foster, Fred Selden, Terry Harrington & Kim Hutchcroft
- Chorus - Maxi Anderson, Monalisa Young, Ricky Nelson, Alex Brown, Joe Pizulb, Dorian Holley & Nick De Caro

## 発売履歴
| 形態 | 発売日         | レーベル         | 品番      | アートワーク | 解説     | リマスタリング | 初出/再発 | 備考               |
| ---- | -------------- | ---------------- | --------- | ------------ | -------- | -------------- | --------- | ------------------ |
| CT   | 1991年02月27日 | EASTWORLD        | TOTT-5998 | 金子國義     | なし     | なし           | 初出      | ドルビーHX PRO仕様 |
| CD   | 1991年02月27日 | EASTWORLD        | TOCT-5998 | 金子國義     | なし     | なし           | 初出      | デジパック仕様     |
| CD   | 2009年02月06日 | SUPER FUJI DISCS | FJSP-45   | 金子國義     | 加藤和彦 | オノ・セイゲン | 再発      | 紙ジャケット       |